# Šútovská dolina

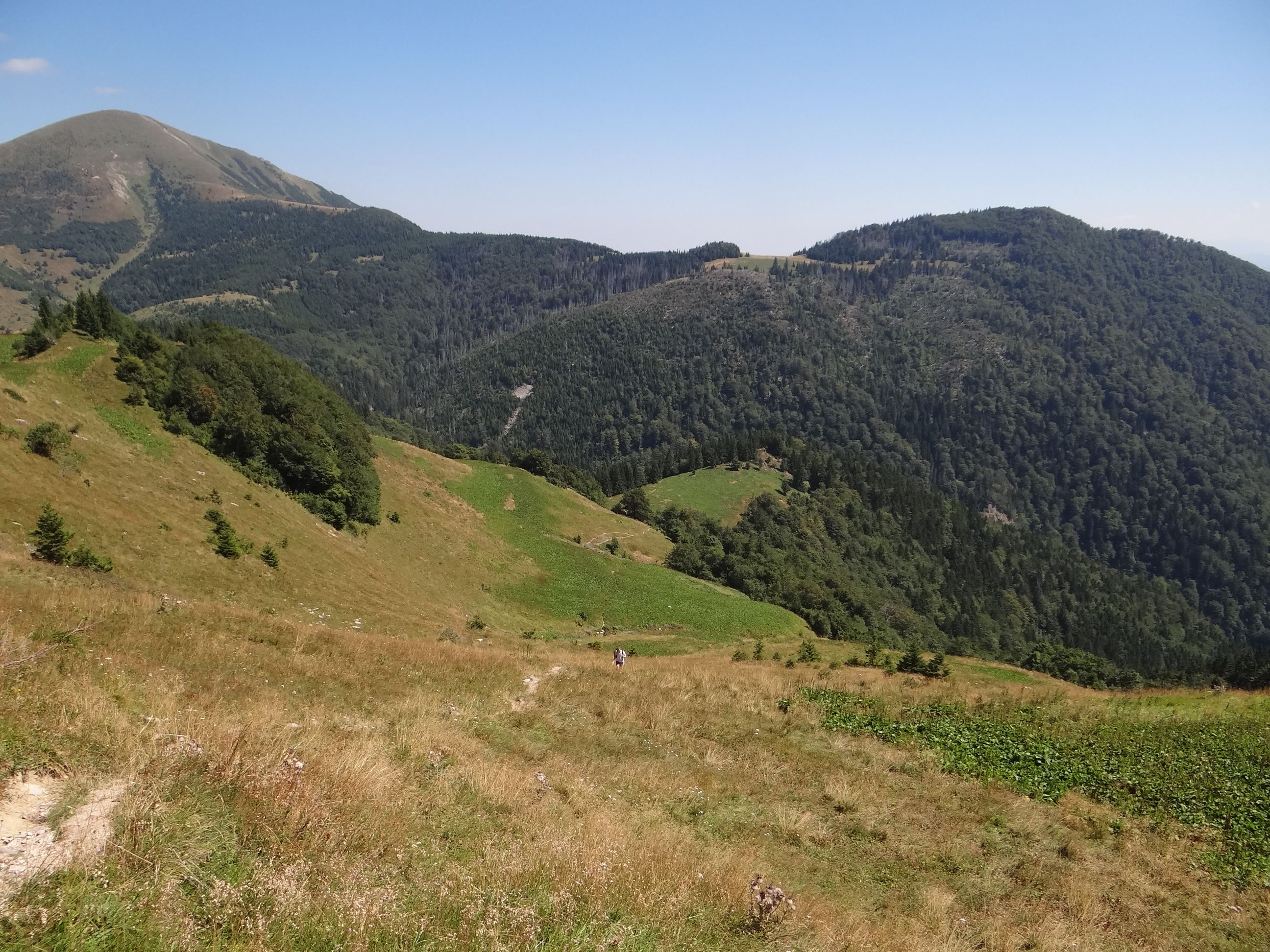
Górna część Doliny Szutowskiej i widok na Stoha i Žobráka

Šútovská dolina (pol. Dolina Szutowska) – jedna z większych dolin w Krywańskiej części Małej Fatry na Słowacji. Opada spod przełęczy Stohové sedlo do Wagu w miejscowości Šútovo. Orograficznie prawe obramowanie doliny tworzą: Poludňový grúň (1460 m), Steny (1572 m), Hromove (1636 m) z Úplazem (1450 m) i południowy grzbiet Chleba (1646 m), lewe Stoh (1608 m), Žobrák (1308 m), Suchý vrch (1268 m). Dnem doliny spływa Šútovský potok. Na wysokości 767 m znajduje się na nim Wodospad Szutowski. Dolina Szutowska ma jedno, orograficznie prawe odgałęzienie – dolinę Úplazovego potoku.
Wylot doliny znajduje się na wysokości około 500 m, najwyższy szczyt wznoszący się nad doliną to Chleb (1646 m), różnica wysokości między najniższym i najwyższym punktem doliny wynosi więc około 1150 m. Z Šútova dolną częścią doliny prowadzi asfaltowa szosa, wyżej droga gruntowa, w najwyższej części doliny przechodząca w ścieżkę. Drogami tymi i ścieżką poprowadzono znakowany szlak turystyczny. Jest on dość uczęszczany, szczególnie na odcinku od Šútova do Wodospadu Szutowskiego. Jest to najwyższy wodospad w całej Małej Fatrze. Znajduje się on nieco powyżej szlaku i prowadzi do niego krótka ścieżka (ok. 100 m). Od rozdroża do wodospadu łagodnie wznosząca się droga zamienia się w strome podejście. Trasa jest na większej części swojej długości pozbawiona widoków, gdyż cały czas prowadzi przez las. Widokowa jest dopiero jej najwyższa część pod główną granią Krywańskiej Fatry. Są tutaj dawne hale pasterskie. Dobry widok na południowe zbocza Stoha. Przy szlaku, już w obrębie tych hal, na wysokości około 1180 m znajdują się duże źródła Mojžišove pramene (po polsku Mojżeszowe źródła).
Środkową część doliny objęto ochroną ścisłą. Jest to utworzony w 1967 rezerwat przyrody Šútovská dolina.
Szlak turystyczny
  Šútovo – Šútovský vodopád – Mojžišove pramene – rozdroże Kopiská – Chata pod Chlebom (4.05 h)